# Never Ending Tour 2008
Never Ending Tour 2008 es el vigésimo primer año del Never Ending Tour, una gira musical del músico estadounidense Bob Dylan realizada de forma casi ininterrumpida desde el 7 de junio de 1988.

## Trasfondo
El vigésimo primer año de la gira Never Ending Tour comenzó con tres conciertos en el House of Blues de Dallas (Texas), antes de tocar en Latinoamérica. Dylan tocó tres noches en Brasil, una en el HSBC Arena y dos en el Via Funchal de São Paulo.
Después de completar la primera etapa de su gira, Dylan volvió a los Estados Unidos. Después de la etapa norteamericana, Dylan regresó a Europa para ofrecer treinta conciertos, incluyendo una participación en el Rock in Rio y en el Optimus Alive!.
A continuación, Dylan regresó nuevamente a los Estados Unidos para emprender una etapa que comenzó en Filadelfia el 8 de agosto y que terminó en septiembre en Santa Bárbara (California). Dylan y su banda continuaron ofreciendo una gira norteamericana en otoño del mismo año, antes de finalizarla el 21 de noviembre en el United Palace Theater de Nueva York.

## Conciertos
| Fecha                   | Ciudad           | País            | Escenario                           |
| ----------------------- | ---------------- | --------------- | ----------------------------------- |
| South of the South Tour |                  |                 |                                     |
| 21 de febrero de 2008   | Dallas           | Estados Unidos  | House of Blues                      |
| 22 de febrero de 2008   | Dallas           | Estados Unidos  | House of Blues                      |
| 23 de febrero de 2008   | Dallas           | Estados Unidos  | House of Blues                      |
| 26 de febrero de 2008   | Ciudad de México | México          | Auditorio Nacional                  |
| 27 de febrero de 2008   | Ciudad de México | México          | Auditorio Nacional                  |
| 28 de febrero de 2008   | Monterrey        | México          | Arena Monterrey                     |
| 2 de marzo de 2008      | Gualadajara      | México          | Auditorio Telmex                    |
| 5 de marzo de 2008      | São Paulo        | Brasil          | Via Funchal                         |
| 6 de marzo de 2008      | São Paulo        | Brasil          | Via Funchal                         |
| 8 de marzo de 2008      | Río de Janeiro   | Brasil          | HSBC Arena                          |
| 11 de marzo de 2008     | Santiago         | Chile           | Arena Santiago                      |
| 13 de marzo de 2008     | Córdoba          | Argentina       | Orfeo Superdomo                     |
| 15 de marzo de 2008     | Buenos Aires     | Argentina       | Estadio José Amalfitani             |
| 18 de marzo de 2008     | Rosario          | Argentina       | Hipódromo de la Ciudad de Rosario   |
| 20 de marzo de 2008     | Punta del Este   | Uruguay         | Conrad Punta Del Este Resort        |
| 25 de marzo de 2008     | Zacatecas        | México          | Plaza de Armas                      |
| Norteamérica            |                  |                 |                                     |
| 16 de mayo de 2008      | Worcester        | Estados Unidos  | The Palladium                       |
| 17 de mayo de 2008      | Lewiston         | Estados Unidos  | Androscoggin Bank Colisée           |
| 19 de mayo de 2008      | Saint John       | Canadá          | Harbour Station                     |
| 20 de mayo de 2008      | Moncton          | Canadá          | Moncton Coliseum                    |
| 21 de mayo de 2008      | Halifax          | Canadá          | Halifax Metro Centre                |
| 23 de mayo de 2008      | St. John's       | Canadá          | Mile One Centre                     |
| 24 de mayo de 2008      | St. John's       | Canadá          | Mile One Centre                     |
| Europa                  |                  |                 |                                     |
| 26 de mayo de 2008      | Reykjavík        | Islandia        | Egilshöll                           |
| 28 de mayo de 2008      | Odense           | Dinamarca       | Arena Fyn                           |
| 30 de mayo de 2008      | Stavanger        | Noruega         | Viking Stadion                      |
| 1 de junio de 2008      | Helsinki         | Finlandia       | Hartwall Areena                     |
| 3 de junio de 2008      | St. Petersburg   | Rusia           | Ice Palace Saint Petersburg         |
| 4 de junio de 2008      | Tallin           | Estonia         | Saku Suurhall Arena                 |
| 5 de junio de 2008      | Vilnius          | Lituania        | Siemens Arena                       |
| 7 de junio de 2008      | Varsovia         | Polonia         | Stodola                             |
| 9 de junio de 2008      | Ostrava          | República Checa | ČEZ Aréna                           |
| 10 de junio de 2008     | Viena            | Austria         | Wiener Stadthalle                   |
| 11 de junio de 2008     | Salzburgo        | Austria         | Eisarena Salzburg                   |
| 13 de junio de 2008     | Varaždin         | Croacia         | Stadion Anđelko Herjavec            |
| 15 de junio de 2008     | Trento           | Italia          | PalaTrento                          |
| 16 de junio de 2008     | Bergamo          | Italia          | Lazzaretto                          |
| 18 de junio de 2008     | Aosta            | Italia          | Châtillon                           |
| 19 de junio de 2008     | Grenoble         | Francia         | Palais Des Sports                   |
| 20 de junio de 2008     | Toulouse         | Francia         | Zénith de Tolouse                   |
| 22 de junio de 2008     | Andorra la Vieja | Andorra         | Camp de Fútbol de Prada de Moles    |
| 24 de junio de 2008     | Zaragoza         | España          | Bizkaia Arena                       |
| 25 de junio de 2008     | Pamplona         | España          | Plaza de Toros                      |
| 27 de junio de 2008     | Vigo             | España          | Centro Internacional de Ferias      |
| 28 de junio de 2008     | Ávila            | España          | Parque natural de Gredos            |
| 1 de julio de 2008      | Cuenca           | España          | Complejo Deportivo La Fuensanta     |
| 2 de julio de 2008      | Alicante         | España          | Centro de Tecnificación de Alicante |
| 4 de julio de 2008      | Lorca            | España          | Plaza de Toros                      |
| 5 de julio de 2008      | Jaén             | España          | Recinto Ferial Prolongación         |
| 6 de julio de 2008      | Madrid           | España          | Ciudad del Rock                     |
| 8 de julio de 2008      | Jerez            | España          | Estadio Municipal Chaplin           |
| 10 de julio de 2008     | Mérida           | España          | Plaza de Toros                      |
| 11 de julio de 2008     | Lisboa           | Portugal        | Passeio Marítimo of Algés           |
| Norteamérica            |                  |                 |                                     |
| 8 de agosto de 2008     | Filadelfia       | Estados Unidos  | Electric Factory                    |
| 9 de agosto de 2008     | Pittsburgh       | Estados Unidos  | SouthSide Works                     |
| 10 de agosto de 2008    | Baltimore        | Estados Unidos  | Pimlico Race Course                 |
| 12 de agosto de 2008    | Nueva York       | Estados Unidos  | Prospect Park                       |
| 13 de agosto de 2008    | Asbury Park      | Estados Unidos  | Asbury Park Convention Hall         |
| 15 de agosto de 2008    | Ledyard          | Estados Unidos  | MGM Grand at Foxwoods               |
| 16 de agosto de 2008    | Atlantic City    | Estados Unidos  | Borgata Events Center               |
| 17 de agosto de 2008    | Saratoga Springs | Estados Unidos  | Saratoga Performing Arts Center     |
| 19 de agosto de 2008    | Hopewell         | Estados Unidos  | CMAC Performing Arts Center         |
| 20 de agosto de 2008    | Hamilton         | Canadá          | Copps Coliseum                      |
| 22 de agosto de 2008    | Cincinnati       | Estados Unidos  | National City Pavilion              |
| 23 de agosto de 2008    | Elizabeth        | Estados Unidos  | Horseshoe Indiana Outdoor Stage     |
| 24 de agosto de 2008    | Evansville       | Estados Unidos  | Mesker Amphitheatre                 |
| 26 de agosto de 2008    | Little Rock      | Estados Unidos  | Riverfest Amphitheatre              |
| 27 de agosto de 2008    | Tulsa            | Estados Unidos  | Brady Theater                       |
| 28 de agosto de 2008    | Kansas City      | Estados Unidos  | Uptown Theatre                      |
| 30 de agosto de 2008    | Snowmass Village | Estados Unidos  | Aspen/Snowmass                      |
| 31 de agosto de 2008    | Park City        | Estados Unidos  | Deer Valley Resort                  |
| 1 de septiembre de 2008 | Paradise         | Estados Unidos  | The Joint                           |
| 3 de septiembre de 2008 | Santa Mónica     | Estados Unidos  | Santa Monica Civic Auditorium       |
| 4 de septiembre de 2008 | Temecula         | Estados Unidos  | Pechanga Resort and Casino          |
| 6 de septiembre de 2008 | San Diego        | Estados Unidos  | Qualcomm Stadium                    |
| 7 de septiembre de 2008 | Santa Bárbara    | Estados Unidos  | Santa Bárbara Bowl                  |
| Norteamérica            |                  |                 |                                     |
| 23 de octubre de 2008   | Victoria         | Canadá          | Save-On-Foods Memorial Centre       |
| 24 de octubre de 2008   | Vancouver        | Canadá          | Rogers Arena                        |
| 25 de octubre de 2008   | Kamloops         | Canadá          | Interior Savings Centre             |
| 27 de octubre de 2008   | Calgary          | Canadá          | Pengrowth Saddledome                |
| 29 de octubre de 2008   | Edmonton         | Canadá          | Rexall Place                        |
| 30 de octubre de 2008   | Lethbridge       | Canadá          | ENMAX Centre                        |
| 1 de noviembre de 2008  | Regina           | Canadá          | Brandt Centre                       |
| 2 de noviembre de 2008  | Winnipeg         | Canadá          | MTS Centre                          |
| 4 de noviembre de 2008  | Minneapolis      | Estados Unidos  | Northrop Auditorium                 |
| 5 de noviembre de 2008  | La Crosse        | Estados Unidos  | La Crosse Center                    |
| 6 de noviembre de 2008  | Milwaukee        | Estados Unidos  | Riverside Theater                   |
| 8 de noviembre de 2008  | Kalamazoo        | Estados Unidos  | Wings Stadium                       |
| 9 de noviembre de 2008  | Sault Ste. Marie | Canadá          | Essar Centre                        |
| 11 de noviembre de 2008 | London           | Canadá          | John Labatt Centre                  |
| 12 de noviembre de 2008 | Oshawa           | Canadá          | General Motors Centre               |
| 13 de noviembre de 2008 | Sudbury          | Canadá          | Sudbury Community Arena             |
| 15 de noviembre de 2008 | Kingston         | Canadá          | K-Rock Centre                       |
| 16 de noviembre de 2008 | Ottawa           | Canadá          | Scotiabank Place                    |
| 18 de noviembre de 2008 | Montreal         | Canadá          | Bell Centre                         |
| 19 de noviembre de 2008 | Oneonta          | Estados Unidos} | Alumni Fieldhouse                   |
| 21 de noviembre de 2008 | Nueva York       | Estados Unidos} | United Palace Theater               |